# Орубиця (Давор)
Орубиця (хорв. Orubica) — населений пункт у Хорватії, у Бродсько-Посавській жупанії у складі громади Давор.

## Населення
Населення за даними перепису 2011 року становило 633 осіб.
Динаміка чисельності населення поселення:

## Клімат
Середня річна температура становить 11,38 °C, середня максимальна – 26,28 °C, а середня мінімальна – -6,12 °C. Середня річна кількість опадів – 888 мм.
| Клімат поселення                              | Клімат поселення | Клімат поселення | Клімат поселення | Клімат поселення | Клімат поселення | Клімат поселення | Клімат поселення | Клімат поселення | Клімат поселення | Клімат поселення | Клімат поселення | Клімат поселення | Клімат поселення |
| Показник                                      | Січ.             | Лют.             | Бер.             | Квіт.            | Трав.            | Черв.            | Лип.             | Серп.            | Вер.             | Жовт.            | Лист.            | Груд.            |                  |
| Середній максимум, °C                         | 6,49             | 8,84             | 13,30            | 17,88            | 23,11            | 26,28            | 25,78            | 24,80            | 21,04            | 15,87            | 10,16            | 5,97             |                  |
| Середня температура, °C                       | 0,19             | 2,52             | 7,01             | 11,58            | 16,81            | 19,97            | 21,58            | 20,60            | 16,86            | 11,70            | 6,00             | 1,80             |                  |
| Середній мінімум, °C                          | −6,12            | −3,77            | 0,71             | 5,26             | 10,52            | 13,68            | 17,38            | 16,41            | 12,65            | 7,48             | 1,78             | −2,43            |                  |
| Норма опадів, мм                              | 57               | 53               | 60               | 73               | 81               | 99               | 82               | 78               | 69               | 80               | 85               | 71               |                  |
| Середньомісячна швидкість вітру, м/с          | 1.56             | 1.80             | 2.10             | 2.10             | 1.90             | 1.78             | 1.70             | 1.60             | 1.50             | 1.50             | 1.59             | 1.60             |                  |
| Середньомісячна сонячна радіація, кДж/м²·день | 4333             | 7166             | 11056            | 15479            | 19550            | 21831            | 22740            | 20523            | 15093            | 9231             | 4906             | 3610             |                  |
| --------------------------------------------- | ---------------- | ---------------- | ---------------- | ---------------- | ---------------- | ---------------- | ---------------- | ---------------- | ---------------- | ---------------- | ---------------- | ---------------- | ---------------- |
| Джерело:                                      |                  |                  |                  |                  |                  |                  |                  |                  |                  |                  |                  |                  |                  |